# Lee Hae-in (Leichtathletin)
Lee Hae-in (koreanisch 이해인; * 29. Juni 2001) ist eine südkoreanische Leichtathletin, die sich auf den Sprint spezialisiert hat.

## Sportliche Laufbahn
Erste internationale Erfahrungen sammelte Lee Hae-in im Jahr 2025, als sie bei den Asienmeisterschaften in Gumi mit der südkoreanischen 4-mal-400-Meter-Staffel in 3:42,61 min den sechsten Platz belegte.
2024 wurde Lee südkoreanische Meisterin in der Mixed-Staffel über 4-mal 400 Meter.

## Persönliche Bestzeiten
- 400 Meter: 56,21 s, 22. Oktober 2017 in Cheongju